# Umiiviip Kangertiva

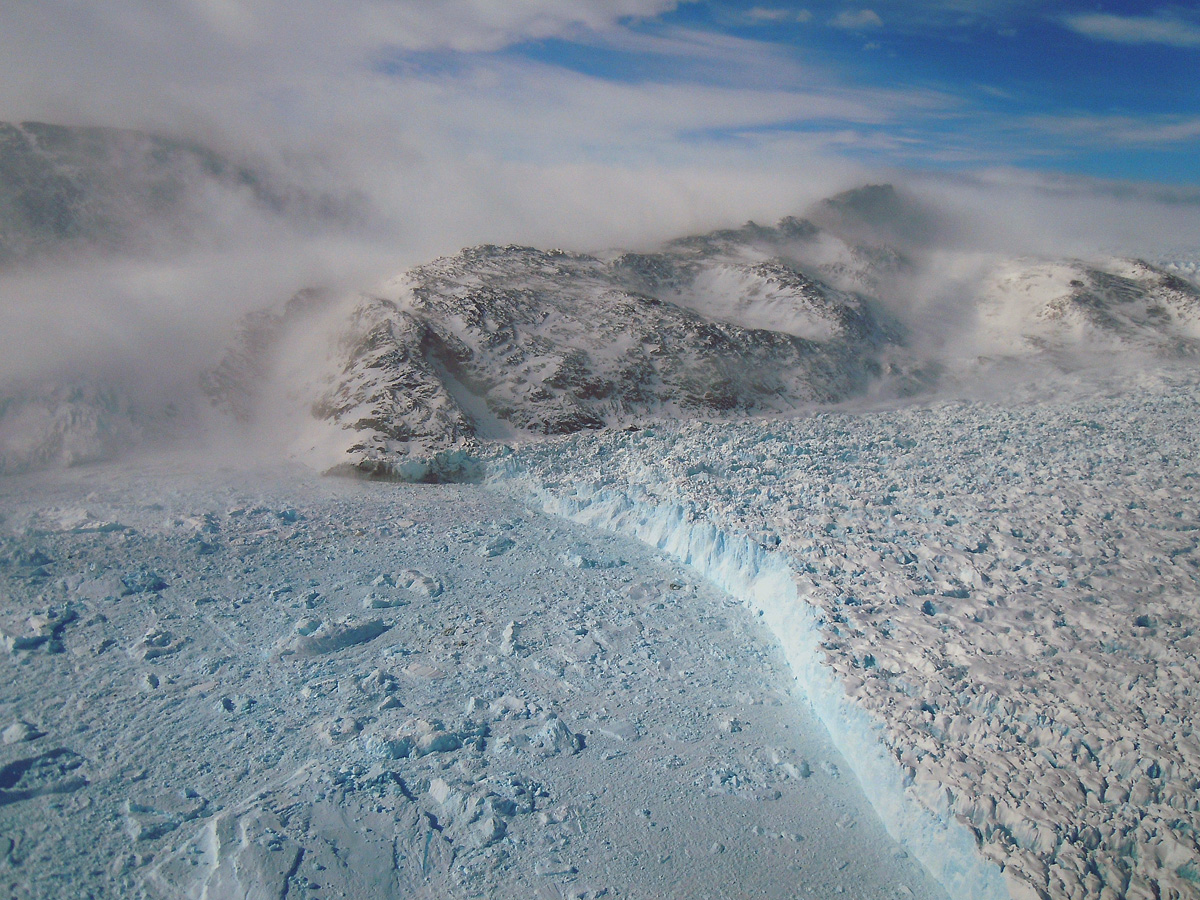
Il fiordo di Umiiviip Kangertiva.

Il Umiiviip Kangertiva (danese Gyldenløves Fjord) è un fiordo della Groenlandia; si trova nella baia di Umivik tra il Pikiutdleq a nord e il Bernstorffs a sud. È situato nella parte settentrionale della Costa di Re Federico VI e sbocca nell'Oceano Atlantico; appartiene al comune di Sermersooq.